# 鈴木ぺんた
鈴木 ぺんた（すずき ぺんた）は、日本の漫画家。

## 作品リスト

### 連載
- 愛しのMYハニー（『まんがライフ』2002年12月号ゲスト、2003年4月号 - 2007年5月号）
- 巨乳保育士高島みちこ（『みこすり半劇場』 - 2008年10号）
- ナースと無精ひげ、時どきツンデレ（『主任がゆく!』[1]）
- 酒で人生終わりました。
- ブラック職場の暴露話
- 変態たちのアブナイ性癖
- 修羅場体験（『本当にあった笑える話』）
- 身近に潜む恐怖体験（『本当にあった笑える話』）
- ようこそ ナデシコ産婦人科[2]（原作：ほのか、『MiChao!』）
  - おしえてっ!? ナデシコ先生[3]（原作：ほのか、『MiChao!』） - 『ようこそ ナデシコ産婦人科』の続編
- 隣人たちのエロスな日常（『本当にあった笑える話』）
- 素股行進曲（竹書房）
- 濡恋コレクション
- 秘蜜のエッチ体験

### 書籍
紙の書籍として出版された作品。
- 『愛しのMYハニー』竹書房〈バンブー・コミックス〉、2005年4月27日発売[4]、ISBN 4-8124-6164-2
- 『巨乳保育士高島みちこ』ぶんか社〈ぶんか社コミックス〉、2005年 - 1巻と巻数表示があるが、2巻は『セキララ保育士・みちこ先生』として刊行。
  - 『セキララ保育士・みちこ先生』ぶんか社〈ぶんか社コミックス〉、2007年
- 『ナースと無精ひげ、時どきツンデレ』ぶんか社〈ぶんか社コミックス〉、2012年7月14日発売[5]、ISBN 978-4-8211-7331-0